# Rejon mujski
Rejon mujski (ros. Муйский район; bur. Муяын аймаг) – rejon w azjatyckiej części Rosji, wchodzący w skład Republiki Buriacji. Stolicą rejonu jest Taksimo (10,2 tys. mieszkańców). Rejon został utworzony 23 października 1989 roku.

## Położenie
Rejon zajmuje powierzchnię 25 164 km². Położony jest w północnej części Republiki Buriacji, w dorzeczu rzek Muja i Witim.

## Ludność
Rejon zamieszkany jest przez 15 197 osób (2007 r.). Średnia gęstość zaludnienia w rejonie wynosi 0,6 os./km².

## Podział administracyjny
Rejon podzielony jest na 2 miejskie osiedla i 1 osiedle wiejskie.

### Osiedla miejskie
- Taksimo (ros. Таксимо)
- Siewiernomujsk (ros. Северомуйск)

### Osiedle wiejskie
- Mujskoje (ros. Муйское сельское поселение) – ośrodek administracyjny Ust-Muja (Усть-Муя)

## Gospodarka
Przez rejon przebiega Bajkalsko-Amurska Magistrala kolejowa. Znajdują się tu również bogate złoża surowców mineralnych (wapieni, dolomitów, nefrytów)